# Fauvel AV-36
Dimensions
Le Fauvel AV-36 est un planeur monoplace de formule "aile volante" (d'où le préfixe AV dans le nom) étudié dans les années 1950 par Charles Fauvel en France. Ce n'est pas une véritable aile volante : elle comporte deux grandes dérives montées sur deux embryons de fuselage en arrière du bord de fuite de l'aile, et le pilote prend place dans une nacelle trapue. Le planeur est conçu pour être rapidement préparé pour le transport routier grâce au nez amovible et aux gouvernes de direction pouvant se replier contre le bord de fuite de l'aile. Le planeur est ensuite placé sur sa remorque avec l'envergure dans le sens du déplacement. Une version améliorée avec un peu plus d'envergure, l' AV-361 voit le jour en 1960.
L'AV-36 est facilement motorisable, certains constructeurs installant un moteur à l'arrière du cockpit pour entraîner une hélice propulsive tournant entre les dérives. L'usine Bölkow a fabriqué l' AV-36 C11 utilisant cette formule.
Les plans de l'AV-36 ne sont plus disponibles en France depuis la mort de Fauvel en 1979, mais depuis 2012 ils sont disponibles auprès du fournisseur canadien Falconar Avia à Edmonton, en Alberta.

## Histoire
Très rapidement surnommé "la godasse", l'AV-36 aura un supporter inconditionnel : Eric Nessler qui ira jusqu'à dire que c'est le meilleur planeur qu'il a piloté en 37 ans de vol à voile. En dehors de lui, ce planeur au pilotage atypique résultant de sa formule (profondeur peu amortie à cause du petit bras de levier, direction molle pour la même cause et ailerons "normaux") n'a pas séduit beaucoup de monde.

## Vols
Le prototype F-CAAD fait son premier vol le 31 décembre 1951. En août 1953 le SFASA (service de la formation aéronautique et du sport aérien) commande 45 exemplaires. C'est la société Wassmer qui sera chargée de la construction. La première aile de série est livrée le 23 avril 1954. Charles Fauvel ayant créé la société Survol pour commercialiser les plans une soixantaine de planeurs sont en cours de construction par des amateurs du monde entier cette même année.
Charles Fauvel créera la coupe Survol destinée à récompenser les plus grandes distances effectuées dans l'année sur AV-36. Le palmarès de la première coupe en 1956 comprend 4 nationalités différentes aux 4 premières places :
1. Charrier, France, 303 km
2. Cheston, Canada, 302 km
3. Alvarez, Argentine, 200 km
4. Kovacs, Brésil, 178 km

## Test en vol
L'AV-36 a été évalué au centre d'essais en vol de Brétigny-sur-Orge. Les ailerons ont une efficacité correcte mais la gouverne de direction jugée insuffisamment efficace empêche de conserver un vol symétrique lors des inversions de sens de virage. La profondeur malgré un débattement important n'est pas assez efficace ne permettant pas d'atteindre l'incidence de décrochage. Son compensateur insuffisant oblige à un effort trop important en spirale avec une traction sur le manche à maintenir entre 6 et 9 kilos. La sortie des aérofreins provoque un couple cabreur et un couple piqueur à la rentrée qui, combiné à la faible efficacité de la profondeur, peut être dangereux en courte finale.
En ce qui concerne les performances sa polaire est proche de celle du Nord 2000, son allongement plus faible étant compensé par la disparition des traînées du fuselage et des empennages (-0.85 m/s à 80 km/h, -1.65 m/s à 95 km/h et - 5 m/s à 130 km/h). Sa finesse de 24 en fait un bon appareil d'entrainement surtout avec les améliorations apportées aux planeurs construits ultérieurement.

## Variantes
AV.36
Planeur original
AV-361
Version avec plus d'envergure
AV-36 C11
Motoplaneur produit par Bölkow